# Супернал
Супернал (англ. Mount Supernal, укр. Божественна) — подвійна гора в Антарктиді, найвища вершина хребта Альпіністів, що розташований у Трансантарктичних горах. Її висота становить 3655 м над рівнем моря.

## Географія
Гора Супернал розташована у Східній Антарктиді, в північно-східній області Землі Вікторії, в північній частині хребта Альпіністів, який є складовою частиною Трансантарктичних гір. Вершина розташована за 140,05 км на північний-схід, від найближчої вищої гори Г'юсон (3720 м), що у хребті Діп Фріз, за 45,6 км на північ — північний-захід від другої за висотою вершини хребта Альпіністів — гори Мерчисон (3501 м), та за 37,5 км на схід — північний схід від найвищого, згаслого вулкана Землі Вікторії — Оверлорд (3396 м). Вона являє собою доволі великий гірський масив із подвійною вершиною, який на півночі та заході межує із великою ділянкою фірнового снігу Геркулес Нів, на південному заході — із льодовиком Меандр, а на південному сході та сході — із льодовиком Гейр, ці льодовики сповзають із ділянки Геркулес Нів та «впадають» у море Росса. Іноді, помилково, приймається за гору Мерчисон.

## Відкриття та дослідження
Гора ймовірно була відкрита у складі хребта Альпіністів у 1841 році англійською антарктичною експедицією капітана Джеймса Росса, який у 1839—1843 роках на кораблях «Еребус» та «Террор» зробив найбільше для того часу дослідження Антарктики.
Згодом досліджувалась кількома британськими та американських експедиціями. Точне нанесення на мапу було зроблене в процесі аерофотозйомки ВМС США та обстеження на місцевості новозеландською і американською дослідними партіями в 1950-х та 1960-х роках. Названа новозеландською геологічною антарктичною експедицією (NZGSAE), 1962—1963 років, завдяки своїй величності і панівному положенню над навколишнім рельєфом. Назва асоціюється із словами: «божественний», «видатний».